# Coscinodiscus wailesii
Coscinodiscus wailesii — вид діатомових водоростей родини Coscinodiscaceae.

## Поширення
Вид поширений в Індійському і Тихому океанах. Він був завезений в європейські води і вперше виявлений в Ла-Манші, поблизу Плімута, у 1977 році. Він досяг атлантичного узбережжя Франції в 1978 році і Норвегії до 1979 року.

## Опис
Клітини одичні, діаметром 230—370 мкм. Диск плоский, переважно з гіаліновою центральною ділянкою, широкими проміжками. Два кільця губних відростків біля краю клапана та розсіяні губні відростки на торці клапана.